# دون إيدي (رسام)
دون إيدي (بالإنجليزية: Don Eddy)‏ هو رسام أمريكي، ولد في 4 نوفمبر 1944 في لونغ بيتش في الولايات المتحدة.